# Sany
Die Sany Group (Eigenschreibweise: SANY, chinesisch 三一, Pinyin Sānyī) ist ein im Jahr 1989 gegründetes Maschinenbauunternehmen mit Hauptsitz in Changsha, China. Es produziert Baumaschinen, Nutzfahrzeuge, Bergbaumaschinen sowie Windkraftanlagen.
Der Name Sany leitet sich von Sānyī ab, was soviel bedeutet wie „Die drei“ [Säulen des Unternehmens]. Diese sind: ein erstklassiges Unternehmen aufzubauen, erstklassige Mitarbeiter zu fördern und erstklassige Beiträge zur Gesellschaft zu leisten. Das Logo beinhaltet darauf bezugnehmend die Eins in dreifacher Anzahl und in sternförmiger Anordnung.

## Geschichte

Umsatzentwicklung der Sany Group zwischen 2011 und 2022 in Mrd. US-Dollar. Die rote Linie entspricht dem Umsatz in China und die grüne Linie entspricht dem Umsatz außerhalb Chinas.

Ende 1985 taten sich Liang Wengen, Tang Xiuguo, Mao Zhongwu und Yuan Jinhua zusammen und begannen bis 1989 mit dem Aufbau einer Schweißwerkstätte mit dem Namen Hunan Lianyuan Welding Material Factory in Lianyuan. 1991 benannte sich das Unternehmen in Sany um und verlegte seinen Hauptsitz nach Changsha. Drei Jahre später wurden die Untergesellschaften Sany Heavy Industry und Sany Materials Industry gegründet. Zu dieser Zeit begann Sany mit der Entwicklung von Betonpumpen auf Lkw-Fahrgestellen.
Über die Jahre machte das Unternehmen gewaltige Entwicklungsschritte. Aufgrund der gestiegenen Kapitalnachfrage ging Sany Heavy Industry 2003 an die Börse in Shanghai (SSE 600031) und im selben Jahr wurde die Gesellschaft Sany Heavy Machinery gegründet. Die Tochtergesellschaft Sany Germany nahm 2008 den Betrieb auf. 2011 trat Sany Heavy Industry in das Ranking der Financial Times Global 500 ein.
Im Januar 2012 übernahm Sany den deutschen Betonpumpenhersteller Putzmeister. Es war der bisher größte Zukauf eines chinesischen Unternehmens in Deutschland. Mit der Übernahme stieg Sany zum größten Hersteller von Betonpumpen weltweit auf. Über eine wechselseitige Beteiligung war Sany Heavy Industry von 2013 bis 2021 zudem beim österreichischen Kranbauer Palfinger Miteigentümer.
2015 erfolgte die Umbenennung der Tochtergesellschaft Sany Germany in Sany Europe. Nach weiteren Wachstumsschritten wurde Sany 2021 als größter Schwermaschinenhersteller in China und weltweit nach Caterpillar als zweitgrößter Hersteller auf Platz 468 der Forbes Global 2000 eingestuft. Nach Erhebung des Internationalen Wirtschaftsforum für Regenerative Energiewirtschaft für das Jahr 2020 installierte das Unternehmen in diesem Jahr Windkraftanlagen mit einer Leistung von 3,72 Gigawatt.

## Unternehmensstruktur
Sany setzt sich im Wesentlichen aus folgenden Gesellschaften zusammen:
- Sany Heavy Industry (Baumaschinen)
- Sany Heavy Equipment (Bergbaumaschinen)
- Sany Heavy Industry India (Bau- und Bergbaumaschinen sowie Windkraftanlagen)
- Sany Europe (Baumaschinen und Hafenmaschinen)
- Sany America (Bau- und Bergbaumaschinen und Hafenmaschinen)
- Putzmeister (Betonpumpen)
- Long Property & Casualty Insurance (Versicherungsdienstleistungen)
- Bank of Sanxiang (Privatbank)
- Sany Auto Finance (Finanzdienstleistungen)
- Shanghai Zhu Sheng Yuan Property (Immobilien)

## Produkte

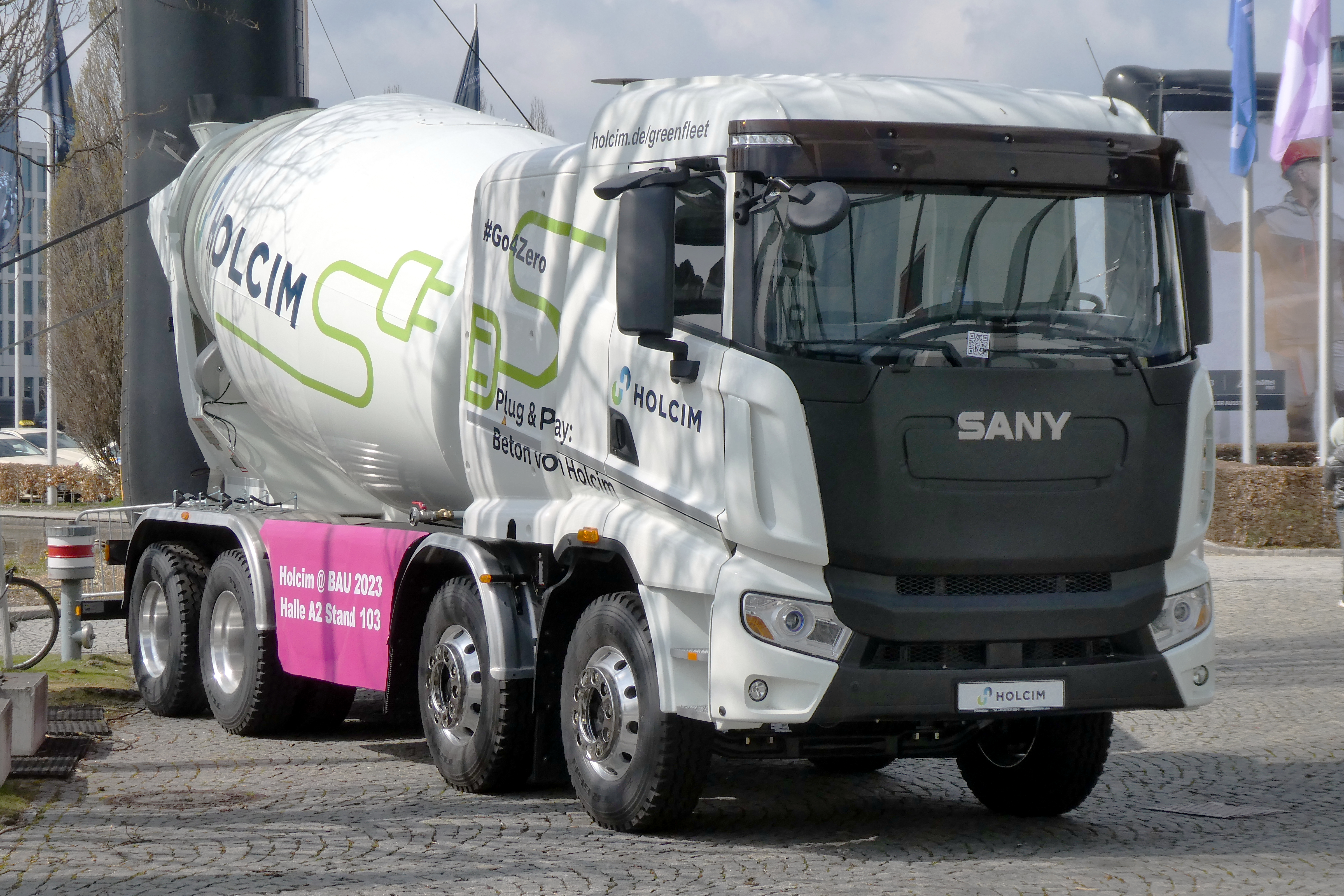
Fahrmischer von Sany

Sany produziert eine Vielzahl von Maschinen für verschiedene Verwendungszwecke. Ein wesentlicher Teil des Produktionsprogramms stellen Baumaschinen dar. Dazu gehören zum einen Maschinen für die Herstellung, den Transport und die Verarbeitung von Beton wie etwa Betonmischanlagen, Fahrmischer, Betonpumpen sowie Betonspritzmaschinen. Zum anderen werden Bagger und Radlader in verschiedenen Größen- und Leistungsklassen hergestellt. Darüber hinaus bietet Sany für den Straßenbau Straßenfertiger, Walzen, Grader, Kaltfräsen sowie Asphaltmischanlagen an. Gebaut werden auch Fahrzeugkräne und Turmdrehkräne sowie mobile Aufbereitungsanlagen wie Brecher und Siebmaschinen. Für den Spezialtiefbau werden Bohrgeräte, Schlitzwandgreifer und Horizontalbohrmaschinen hergestellt.
Neben Baumaschinen produziert Sany auch Maschinen für den Güterumschlag an Häfen. Zum Produktionsprogramm gehören unter anderem Reachstacker, Teleskoplader, Gabelstapler und Containerbrücken. Des Weiteren bietet Sany im Nutzfahrzeugsektor Lastkraftwagen für verschiedene Einsatzzwecke an. Dazu gehören Baustellenkipper sowie schwere Muldenkipper, Zugmaschinen und Feuerwehrfahrzeuge. Für den Untertagebergbau baut Sany Teilschnittmaschinen, Walzenschrämlader und Schilde.
Ein weiterer Geschäftsbereich umfasst die Herstellung von Windkraftanlagen, Solarmodulen und Stromerzeugungsaggregate.

## Produktionsstandorte
Die Produktionsstandorte von Sany sind global verteilt, wobei der Schwerpunkt in China liegt. Dort befinden sich Fabriken in Beijing, Shanghai, Changsha, Shenyang, Kunshan, Zhuhai, Urumqi, Zhuzhou, Ningxiang, Zhangjiakou, Shaoshan, Yiyang, Changde, Tongyu, Shaoyang, Chenzhou, Loudi, Lianyuan, Tacheng, Changshu, Hangzhou, Chongqing, Xi’an und Huzhou.
Darüber hinaus verfügt Sany über Produktionsstätten in Peachtree City in Nordamerika, Karawang in Indonesien und Pune in Indien. In Deutschland betreibt Sany die Standorte Bedburg und Aichtal.

### Sany in Deutschland

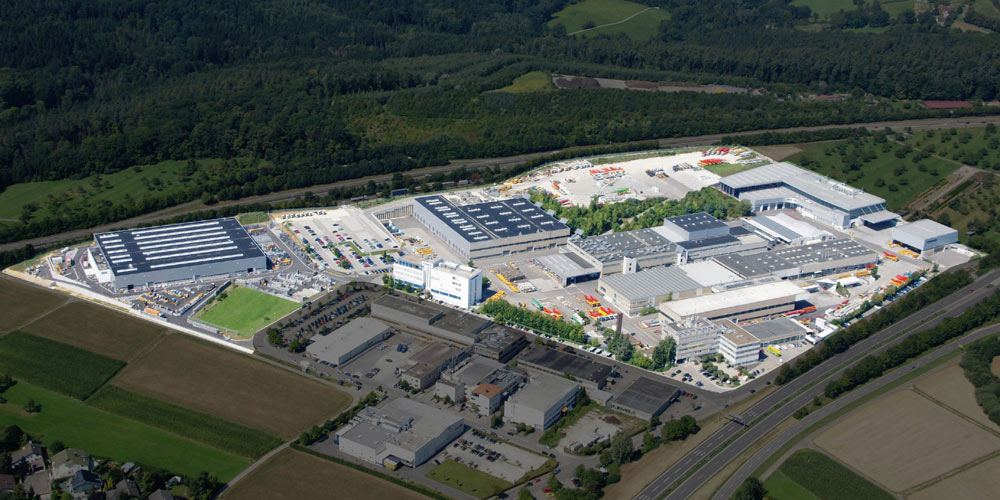
Produktionsgelände von Putzmeister in Aichtal

Anfang 2008 eröffnete Sany im Mediapark in Köln seine Europazentrale. Im selben Jahr gab das Unternehmen bekannt, in Bedburg bei Köln einen neuen Standort eröffnen zu wollen. Für über 100 Millionen Euro wurde dort eine Produktionsanlage, ein Zentrum für Forschung und Entwicklung, ein Verwaltungsgebäude und ein Hotel erbaut. Im ersten Schritt sollten ab dem Jahr 2011 dort 600 Mitarbeiter ihre Tätigkeit aufnehmen und 350 Millionen Jahresumsatz erwirtschaftet werden. Ab 2015 war ein Jahresumsatz von einer Milliarde Euro vorgesehen.
Durch den Erwerb der Firma Putzmeister änderte Sany seine Strategie, da die Produktion von Betonpumpen an zwei Standorten wirtschaftlich nicht sinnvoll gewesen wäre. Bis 2016 wurde die Produktion in Bedburg größtenteils eingestellt und die Zahl der Mitarbeiter auf 40 reduziert. Die Betreuung der Geschäftsbereiche Krane und Hafenmaschinen lief dort jedoch weiter. 2016 nahm Sany den Vertrieb von Bagger auf und wickelt diesen über die Europazentrale in Bedburg ab. Seit diesem Zeitpunkt ist die Zahl der Mitarbeiter auf über 100 gestiegen. Die Umsatzzahlen verdoppeln sich dabei nahezu von Jahr zu Jahr. So wurden bereits 2020 alleine knapp 1000 Maschinen von Sany in Europa verkauft.